# Луна, Диего (венесуэльский футболист)
Диего Альфонсо Луна Флорес (исп. Diego Alfonzo Luna Flores; род. 2 января 2000, Сьюдад-Боливар, Венесуэла) — венесуэльский футболист, защитник российского клуба «Балтика».

## Клубная карьера
Луна — воспитанник клуба «Депортиво Ла Гуайра». 3 апреля 2017 года в матче против «Сулии» он дебютировал в венесуэльской Примере, в возрасте 17 лет. 16 июля в поединке против «Атлетико Сокопо» Диего забил свой первый гол за «Депортиво Ла Гуайра».
Выступал за испанский клуб «РСД Алькала», венесуэльские клубы «Самора» и «Каракас».
13 февраля 2024 года стал игроком калининградской «Балтики», подписав контракт на три с половиной года. 30 августа 2024 года перешёл в подмосковные «Химки» на правах аренды.

## Международная карьера
В 2017 году Луна в составе юношеской сборной Венесуэлы принял участие в юношеском чемпионате Южной Америки в Чили. На турнире он сыграл в матчах против команд Чили, Перу, Эквадора, Аргентины, а также дважды против Бразилии и Парагвая. В поединке против эквадорцев Диего забил гол.